# ウィスパー (生理用品)
ウィスパー (Whisper) は、アメリカ合衆国の企業で世界最大の一般消費財メーカーであるプロクター・アンド・ギャンブル社（略称：P&G）が製造・販売している女性用尿漏れケア製品のブランド。商品名の由来は英語の「Whisper」（日本語で「ささやく」の意味）。
日本では生理用ナプキンとして1986年から販売開始、2018年3月に販売終了したが、2019年10月に女性用尿漏れケア製品としてブランドが復活することになった。

## 尿漏れケア製品時代（2019-）

### 商品の特徴
- 高い吸水力を保つことができる『スリムシート』 - 独自に開発した高分子吸収性ポリマーを塗布する技術により、吸収体が1層構造になっている。
- アンモニア分子に瞬時に反応して無臭分子に中和する機能と、そのわずかの間の揮発を抑制する機能のを兼ね備えた『超スピード消臭技術』

### 製品ラインナップ
- ウィスパー 1枚2役Wガード ＜吸水ライナー＞ - おりものも水分もサッと吸収、においも安心。軽い尿もれタイプ。
- ウィスパー うすさら吸収 ＜吸水ナプキン＞ - ぬれてもスリムシートでサッと吸収し、スッと消臭。軽い尿もれタイプ。
- ウィスパー うすさら安心 ＜吸水パッド＞ - ぬれてもスリムシートでモレ、ぬれ感、においを防ぐ。量が多めの尿もれタイプ。
- ウィスパー うすさらシルキー ＜プレミアムパンツ＞ - 下着のような美しさ、シルクのようなやわらかさ。長時間やアクティブな外出用。

## 生理用ナプキン時代（1986-2018）

### 商品の特徴
生理用ナプキン時代のウィスパーには以下のものが装備されていた。
- ドライメッシュシート - 6年がかりで開発した特殊メッシュ構造のシート。じょうご状の無数の小さな穴から、経血をすばやく下の吸収層にひきこみ、表面をさらっとドライに保つ。また、全面粘着テープを採用し、もれの原因となるズレを防ぐ工夫も施されている。
- 高分子吸収体 - 分子の中に水を取り込み、一度吸収した水を離さない特徴をもつ吸収材。経血をしっかり吸収する。「ウィスパー 超すっきりスリム」や「ウィスパー さらふわスリム」などスリムタリプのナプキンに使用されている。
- シームライン - ナプキンの中央にある折れ線のこと。体形にフィットして、モレ防止をサポートしている。
- 羽 - ショーツをサイドから包み込んで横モレを防止する。また、ナプキンがよりショーツによりしっかり固定してモレを防止するように工夫された「Ｘウィング」という羽を使ったナプキンもある。1987年に発売した「ウィスパープラス」から標準装備された。
- 立ち上がりギャザー&立体カーブ構造 - 「ウィスパー 立体カーブ」などのカーブタイプのナプキンに装備されている。ナプキンの両サイドを立体ギャザーにすることにより、体のカーブに沿って隙間ができにくくフィットし、横モレを堰き止めて防ぐよう工夫されている。
- バックガード - 一部の夜用のナプキンに装備されている。ナプキンの後ろがサイドに広がり、尻をすっぽり包みこんで、後ろからのモレを防ぐように工夫されている。

### 製品ラインナップ

#### 生理用ナプキン
- ウィスパー コスモ吸収 - 液体由来の新素材「ラクトフレックス」を採用している。女性が生理用ナプキンに求める「不安のない高い吸収力」「フィット感」「快適さ」という3大ニーズを同時に満たした新タイプのナプキン。
- ウィスパー ピュアはだ - 気になる臭いまで吸収。ふわふわなトップシートでデリケートな日も快適なナプキン。
- ウィスパー 超すっきりスリム - つけている事を感じさせない程、すっきりしたタイプのナプキン。その日にあわせて、ナプキンを選べる。
- ウィスパー さらふわスリム - 空気をたっぷり含んで、つけ心地が柔らかい「さらふわエアリーシート」を採用したナプキン。ナプキンにタンポポ柄がプリントされている。
- ウィスパー やわらか&しっかり吸収 - 肌に貼りつき感を感じさせない「やわらかトップシート」でしっかり吸収するナプキン。
- ウィスパー 超朝までガード - 「幅広吸収バックガード」を採用。製品のプレスラインが横モレ・後ろモレを防ぐ。
- ウィスパー 立体カーブ - 体の丸みにフィットする「立体カーブ構造」で、横モレを徹底的にブロックするナプキン。

#### パンティライナー
- ウィスパー さらふわライナー - コットンのように柔らかい肌触りのパンティライナー。

## CM
日本発売初年度の1986年から1990年代後半までは、黒い背景に文化人の女性たちがウィスパーの特徴を語るCMが話題となった。その後、2000年代に入ると一転して、有名タレントを起用し、明るい感じのCMを制作している。

### CM出演者
- 指原莉乃（HKT48チームH・HKT48劇場支配人兼任 以前は、STU48とSTU48劇場支配人兼任） - ウィスパー ピュアはだ
- ドーキンズ英里奈 - ウィスパー ピュアはだ
- 山田優 - ウィスパー コスモ吸収
- 小雪 - ウィスパー
- 坂井真紀 - ウィスパースリム
- 池田昌子 - ウィスパースリム
- 林葉直子 - ウィスパー
- 床嶋佳子 - ウィスパー
- 眞間一枝 - ウィスパー
- 川井郁子 - ウィスパー ウルトラスリム

他多数